# Cultroribula divergens
Cultroribula divergens är en kvalsterart som beskrevs av Arthur P. Jacot 1939. Cultroribula divergens ingår i släktet Cultroribula och familjen Astegistidae. Inga underarter finns listade i Catalogue of Life.